# Elisama (filho de David)
Elisama, na Bíblia, foi um ou dois dos filhos do rei Davi nascidos em Jerusalém.
Os nomes Samuel, Ismael e Elisama tem a mesma etimologia, e significam aqueles a quem Deus ouve, Deus ouviu ou Deus ouve.
O nome é citado em II Samuel 5:14–16 e I Crônicas 14:4–7 (onde aparecem dois nomes, Elisua e Elisama), e em I Crônicas 3:5–8 (onde aparecem dois filhos de mesmo nome, Elisama), dentre os filhos de Davi que nasceram em Jerusalém.
Segundo Carl Friedrich Keil e Franz Delitzsh, o primeiro nome que aparece em I Crônicas, capítulo 3, como Elisama, foi um erro do copista, pois a forma correta seria Elisua.
Segundo Albert Barnes, Ismael, o assassino de Gedalias, citado como filho de Netanias, filho de Elisama, e de sangue real, seria descendente deste filho de Davi.